# Puente de Rialto
El puente de Rialto (del italiano: Ponte di Rialto) es el más antiguo de los cuatro puentes de Venecia (Véneto, Italia) que cruzan el Gran Canal y probablemente el más famoso de la ciudad.

## Historia
La primera construcción que cruzó el Gran Canal fue un pontón o puente flotante, construido en 1181 por Nicolò Barattieri. Se llamó Ponte della Moneta, presumiblemente por la ceca que acuñaba la moneda veneciana y se alzaba en su entrada oriental.
La evolución y la importancia del Mercado de Rialto en la orilla oriental del canal aumentó el tráfico fluvial considerablemente cerca del puente flotante. Por ello, fue reemplazado alrededor de 1250 por un puente de madera. La estructura tenía dos rampas inclinadas que se unían a una sección central móvil, que podía ser elevada para el paso de barcos altos. La relación del puente con el mercado finalmente produjo el cambio de denominación. Durante la primera mitad del siglo XV, dos hileras de tiendas fueron construidas a los lados del puente. Los impuestos de estas tiendas se ingresaban en el Tesoro de la ciudad, que ayudaba al mantenimiento del puente.

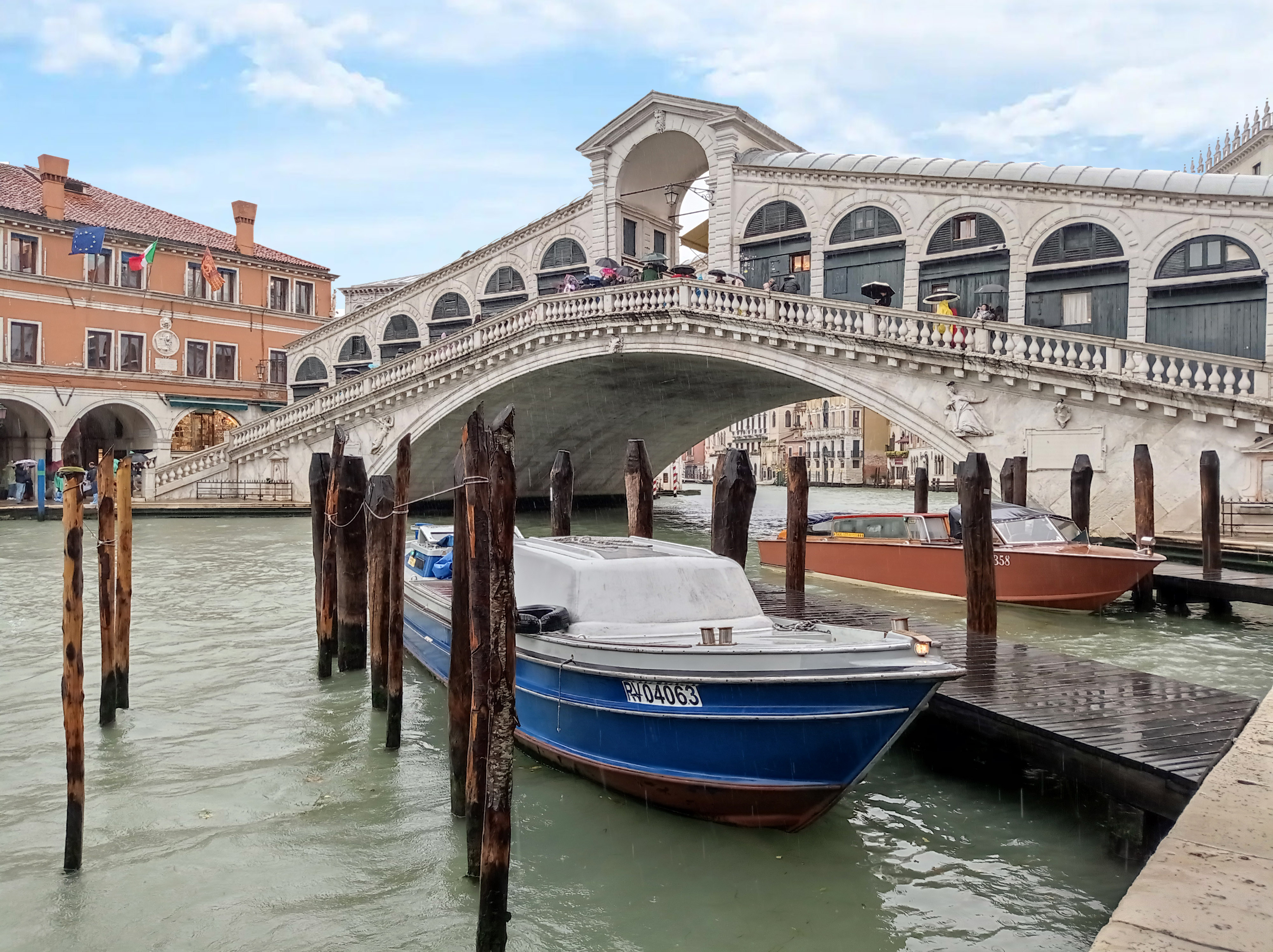
El puente de Rialto.

Dicho mantenimiento era vital en un puente de madera de este tipo. El puente de Rialto fue quemado parcialmente durante la revuelta liderada por Bajamonte Tiepolo en 1310. En 1444, se derrumbó por el peso de la multitud que se congregó para ver un desfile náutico, no siendo reconstruido otra vez hasta 1524, fecha en que volvió a derrumbarse. 
La idea de una reconstrucción en piedra fue por primera vez propuesta en 1503. Diferentes proyectos se sucedieron en las siguientes décadas. En 1551, las autoridades venecianas pidieron propuestas para renovar el Puente de Rialto. Numerosos arquitectos famosos, como Miguel Ángel, Jacopo Sansovino, Andrea Palladio y Jacopo Vignola se ofrecieron, pero todos realizaron propuestas desde un enfoque clásico con diferentes arcos, que fueron juzgadas de inapropiadas para esta obra.
El actual puente de piedra está formado por un único arco, diseñado por Antonio da Ponte, y construido entre 1588 y 1591, basado en el diseño del anterior puente de madera: dos rampas inclinadas se cruzan en un pórtico central. A cada lado de las rampas hay una fila de cubículos rematados en arcos de medio punto, que sirven como comercios. Se apoya en 600 pilotes de madera, con la construcción dispuesta de tal modo que en cada momento las juntas de las dovelas son perpendiculares al empuje del arco.
El diseño de ingeniería fue considerado tan audaz en la época que el arquitecto Vincenzo Scamozzi predijo su hundimiento. Sin embargo aún hoy se alza el Puente de Rialto, siendo uno de los iconos arquitectónicos de la ciudad de Venecia.
La peculiaridad de este puente es que parece romper con la tradición arquitectónica de construir puentes de tipo romano basados en la estructura de arco de medio punto con una nueva tipología de arco rebajado. Pero en este caso la innovación es solamente visual, porque se trata igualmente de un arco de medio punto, en el que el nivel del agua oculta las bases (dovelas basales).